# Flandriencross
De Flandriencross is een veldritwedstrijd die jaarlijks wordt georganiseerd in de Belgische gemeente Hamme.
In 2014 is de naam van de wedstrijd veranderd van de Bollekescross naar de Flandriencross. Dit als hommage aan drievoudig Flandrien-winnaar Greg Van Avermaet, die geboren en getogen is in Hamme. De wedstrijd verhuisde ook van deelgemeente Zogge naar het centrum van Hamme, naar het domein Meulenbroek.
In 2007 werd op het terrein in Hamme-Zogge ook het Belgisch kampioenschap veldrijden georganiseerd.
De veldritwedstrijd was tot en met 2013 onderdeel van de Superprestige, sinds 2014 is de veldritwedstrijd onderdeel van de Trofee veldrijden.

## Erelijst

### Mannen elite
| Datum      | Klassement               | Cat. | Winnaar              | Tweede                 | Derde                  |
| ---------- | ------------------------ | ---- | -------------------- | ---------------------- | ---------------------- |
| 17/11/2024 | X²O Badkamers Trofee     | C1   | Niels Vandeputte     | Eli Iserbyt            | Felipe Orts            |
| 27/01/2024 | X²O Badkamers Trofee     | C1   | Mathieu van der Poel | Michael Vanthourenhout | Eli Iserbyt            |
| 28/01/2023 | X²O Badkamers Trofee     | C1   | Wout van Aert        | Eli Iserbyt            | Michael Vanthourenhout |
| 22/01/2022 | X²O Badkamers Trofee     | C1   | Laurens Sweeck       | Toon Aerts             | Eli Iserbyt            |
| 23/01/2021 | X²O Badkamers Trofee     | C1   | Mathieu van der Poel | Wout van Aert          | Laurens Sweeck         |
| 17/11/2019 | DVV Verzekeringen Trofee | C1   | Mathieu van der Poel | Laurens Sweeck         | Tim Merlier            |
| 18/11/2018 | DVV Verzekeringen Trofee | C1   | Mathieu van der Poel | Tom Meeusen            | Laurens Sweeck         |
| 26/11/2017 | DVV Verzekeringen Trofee | C1   | Mathieu van der Poel | Wout van Aert          | Michael Vanthourenhout |
| 27/11/2016 | DVV Verzekeringen Trofee | C1   | Mathieu van der Poel | Wout van Aert          | Laurens Sweeck         |
| 29/11/2015 | Bpost bank trofee        | C1   | Wout van Aert        | Sven Nys               | Kevin Pauwels          |
| 30/11/2014 | Bpost bank trofee        | C1   | Wout van Aert        | Mathieu van der Poel   | Philipp Walsleben      |
| 10/11/2013 | Superprestige            | C1   | Niels Albert         | Sven Nys               | Philipp Walsleben      |
| 11/11/2012 | Superprestige            | C1   | Sven Nys             | Niels Albert           | Lars van der Haar      |
| 13/11/2011 | Superprestige            | C1   | Zdeněk Štybar        | Kevin Pauwels          | Sven Nys               |
| 14/11/2010 | Superprestige            | C1   | Sven Nys             | Klaas Vantornout       | Niels Albert           |
| 22/11/2009 | Superprestige            | C1   | Zdeněk Štybar        | Sven Nys               | Klaas Vantornout       |
| 23/11/2008 | Superprestige            | C1   | Sven Nys             | Klaas Vantornout       | Bart Wellens           |
| 04/11/2007 | Superprestige            | C1   | Sven Nys             | Zdeněk Štybar          | Bart Wellens           |
| 10/12/2006 | Superprestige            | C1   | Sven Nys             | Bart Wellens           | Erwin Vervecken        |
| 06/11/2005 | Superprestige            | C2   | Sven Nys             | Bart Wellens           | Tom Vannoppen          |
| 24/10/2004 | Superprestige            |      | Sven Vanthourenhout  | Tom Vannoppen          | Sven Nys               |
| 29/11/2003 | -                        |      | Mario De Clercq      | Ben Berden             | Tom Vannoppen          |
| 10/11/2002 | -                        |      | Sven Nys             | Bart Wellens           | Mario De Clercq        |

### Vrouwen elite
| Datum                                  | Klassement               | Cat. | Winnaar                    | Tweede                 | Derde                      |
| -------------------------------------- | ------------------------ | ---- | -------------------------- | ---------------------- | -------------------------- |
| 17/11/2024                             | X²O Badkamers Trofee     | C1   | Ceylin del Carmen Alvarado | Lucinda Brand          | Sara Casasola              |
| 27/01/2024                             | X²O Badkamers Trofee     | C1   | Fem van Empel              | Lucinda Brand          | Manon Bakker               |
| 28/01/2023                             | X²O Badkamers Trofee     | C1   | Fem van Empel              | Shirin van Anrooij     | Ceylin del Carmen Alvarado |
| 22/01/2022                             | X²O Badkamers Trofee     | C1   | Lucinda Brand              | Shirin van Anrooij     | Denise Betsema             |
| 23/01/2021                             | X²O Badkamers Trofee     | C1   | Ceylin del Carmen Alvarado | Denise Betsema         | Manon Bakker               |
| 17/11/2019                             | DVV Verzekeringen Trofee | C1   | Annemarie Worst            | Sanne Cant             | Ceylin del Carmen Alvarado |
| 18/11/2018                             | DVV Verzekeringen Trofee | C1   | Annemarie Worst            | Sanne Cant             | Ellen Van Loy              |
| 26/11/2017                             | DVV Verzekeringen Trofee | C1   | Sanne Cant                 | Ellen Noble            | Katie Compton              |
| 27/11/2016                             | DVV Verzekeringen Trofee | C1   | Sanne Cant                 | Maud Kaptheijns        | Thalita de Jong            |
| 29/11/2015                             | Bpost bank trofee        | C1   | Helen Wyman                | Sanne Cant             | Nikki Harris               |
| 30/11/2014                             | Bpost bank trofee        | C1   | Sanne Cant                 | Ellen Van Loy          | Helen Wyman                |
| 10/11/2013                             | Superprestige            | C1   | Nikki Harris               | Sanne Cant             | Sophie de Boer             |
| 11/11/2012                             | Superprestige            | C1   | Sanne van Paassen          | Pavla Havlíková        | Sanne Cant                 |
| 13/11/2011                             | Superprestige            | C1   | Daphny van den Brand       | Pauline Ferrand-Prévot | Sanne Cant                 |
| Niet georganiseerd tussen 2008 en 2010 |                          |      |                            |                        |                            |
| 04/11/2007                             | Superprestige            | C1   | Loes Sels                  | Katrien Aerts          | Hilde Quintens             |

2002 · 
2003 · 
2004 · 
2005 · 
2006 · 
2007 · 
2008 · 
2009 ·
2010 · 
2011 · 
2012 · 
2013 ·  
2014 ·  
2015 ·  
2016 ·  
2017 ·  
2018 ·  
2019 ·
2021 ·
2022 ·
2023 ·
2024 (januari) ·
2024 (november)
Seizoen 2024-2025

 Cyclocross Ruddervoorde (1998-heden) ·  Druivencross Overijse (1983-2000, 2023-heden) ·  Jaarmarktcross Niel (2020-heden) ·  Vlaamse Aardbeiencross Merksplas (1999-heden) ·  Zilvermeercross (2024) ·  Cyclocross Diegem (1982-2019, 2020-heden) ·  Cyclocross Gullegem (2023 en 2025) ·  Noordzeecross Middelkerke (2011-2021, 2023-heden)

Voormalig

 GP Eric De Vlaeminck Zolder (2020-2023) ·  Niels Albert CX Boom (2017-2023) ·  Cyclocross Asper-Gavere (1983-2022) ·  Cyclocross Gieten (1989-2021) ·  Cyclocross Zonhoven (2010-2019) ·  GP Région Wallonne (2014-2016) ·  Bollekescross Hamme (2004-2013) ·  GP Fidea Vorselaar (2002-2010) ·  Internationale cyclocross Veghel-Eerde (2007-2008) ·  Superprestige Sint-Michielsgestel (1998, 2000-2006) ·  Cyclocross Raismes (2004) ·  Cyclocross Harnes (1999-2003)